# Закаменск (городское поселение)
Городско́е поселе́ние «Город Закаменск» (бур. Захааминай хотын hомон) — муниципальное образование в Закаменском районе Бурятии Российской Федерации.
Административный центр — город Закаменск.
Муниципальное образование городское поселение город Закаменск включено в перечень монопрофильных муниципальных образований Российской Федерации (моногородов) в категорию муниципальных образований со стабильной социально-экономической ситуацией.

## История
Статус и границы городского поселения установлены Законом Республики Бурятия от 31 декабря 2004 года № 985-III «Об установлении границ, образовании и наделении статусом муниципальных образований в Республике Бурятия».
Законом Республики Бурятия от 7 июля 2015 года № 1206-V, городское поселение «Город Закаменск» и сельское поселение «Холтосонское» были преобразованы, путём их объединения, в городское поселение «Город Закаменск».
Законом Республики Бурятия от 26.12.2022 № 2460-VI «О преобразовании муниципальных образований путем объединения городского поселения „Город Закаменск“ и сельского поселения „Нуртинское“ в Закаменском районе Республики Бурятия и о наделении статусом вновь образованного муниципального образования», городское поселение «Город Закаменск» и Нуртинское сельское поселение были преобразованы, путём их объединения, в городское поселение «Город Закаменск».

## Население
| 2010    | 2011    | 2012    | 2013    | 2014    | 2015    | 2016    |
| ------- | ------- | ------- | ------- | ------- | ------- | ------- |
| 11 524  | ↘11 497 | ↗11 540 | ↘11 493 | ↘11 455 | ↘11 369 | ↗12 027 |
| 2017    | 2018    | 2019    | 2020    | 2021    | 2023    | 2024    |
| ↘12 005 | ↘11 886 | ↗11 893 | ↘11 800 | ↗11 984 | ↘11 641 | ↘11 508 |

## Состав городского поселения
| № | Населённый пункт | Тип населённого пункта        | Население |
| - | ---------------- | ----------------------------- | --------- |
| 1 | Закаменск        | город, административный центр | ↘10 556   |
| 2 | Нурта            | улус                          | ↘175      |
| 3 | Хасура           | посёлок                       | ↘80       |
| 4 | Холтосон         | село                          | ↘877      |